# Beechcraft Model 18
Beechcraft Model 18, znany również jako Twin Beech – dwusilnikowy samolot pasażerski, produkowany przez wytwórnię Beechcraft w latach 1937-1970. Samolot powstał w układzie dolnopłata z podwoziem w układzie klasycznym. Brał udział w działaniach wojennych podczas drugiej wojny światowej nosząc wojskowe oznaczenia modelu C-45 Expeditor, AT-7 Navigator, AT-11 Kansan, UC-45J Navigator i SNB-1 Kansan.
Beechcraft 18 jest najczęściej modyfikowanym spośród samolotów certyfikowanych w Stanach Zjednoczonych, wydano ponad 200 uzupełniających certyfikatów typu (STC) dla modelu 18.
Model otrzymał trzy cywilne certyfikaty typu TC 630, A-684 oraz TC-710

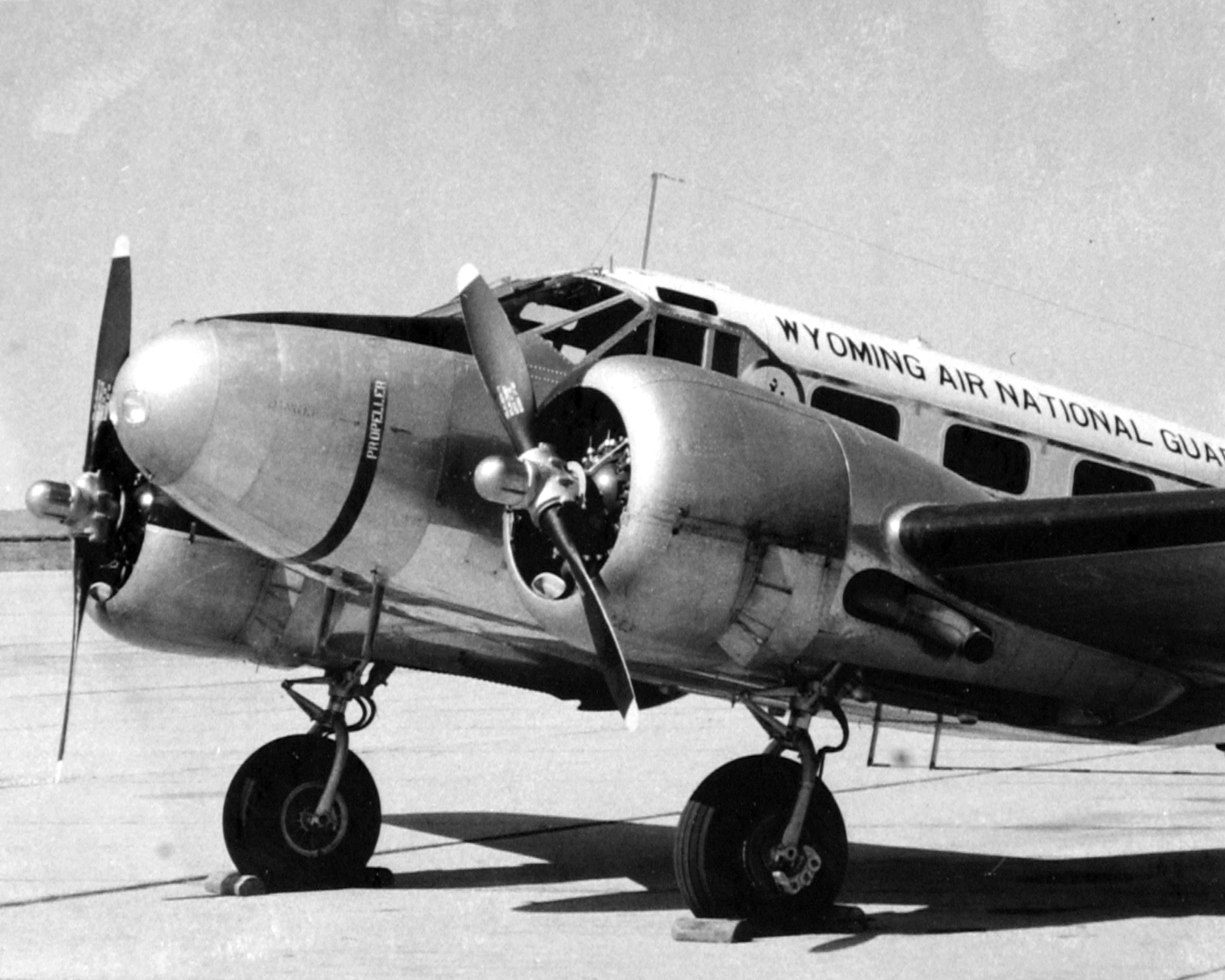
Beechcraft C-45

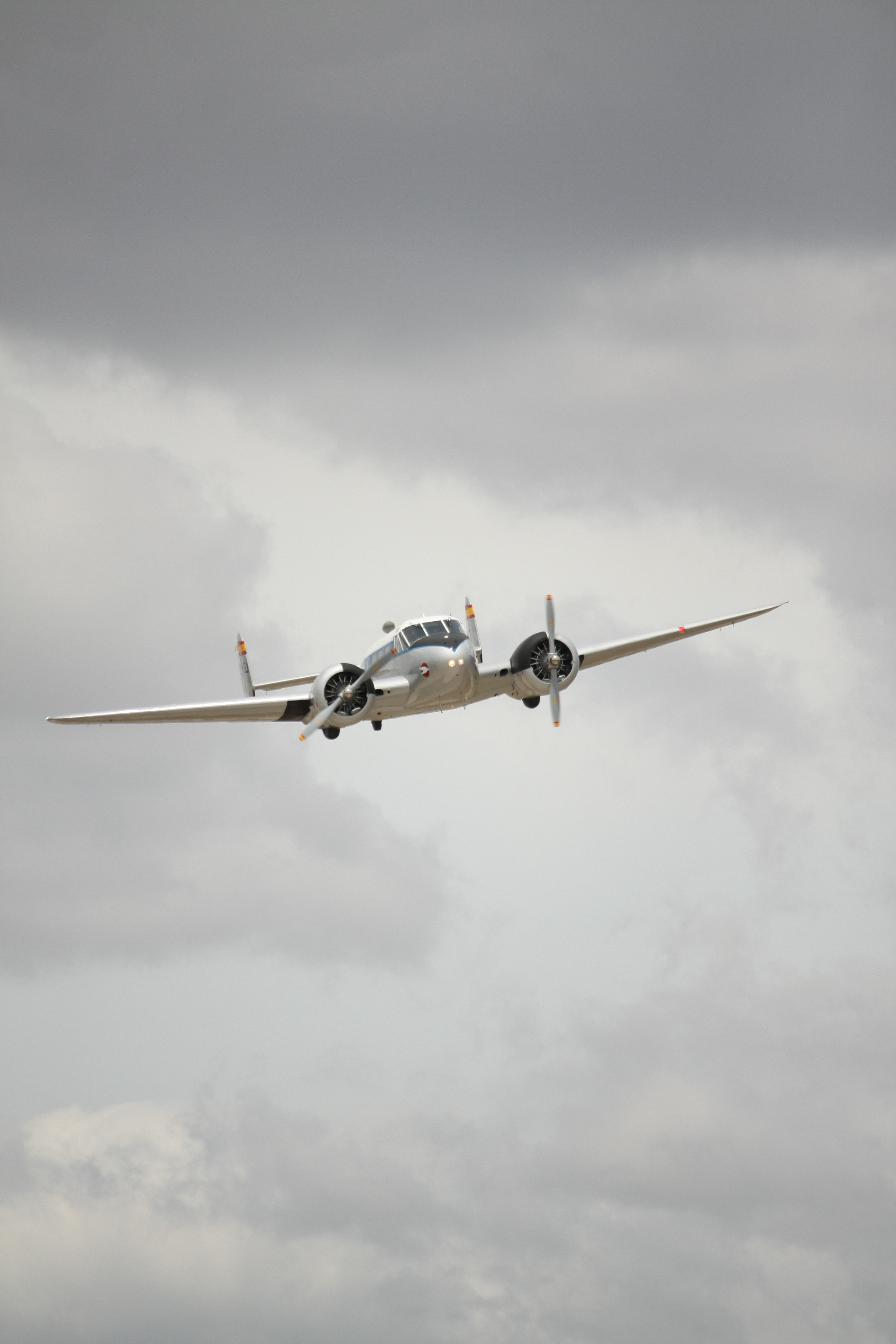
Beechcraft C-45H Expeditor

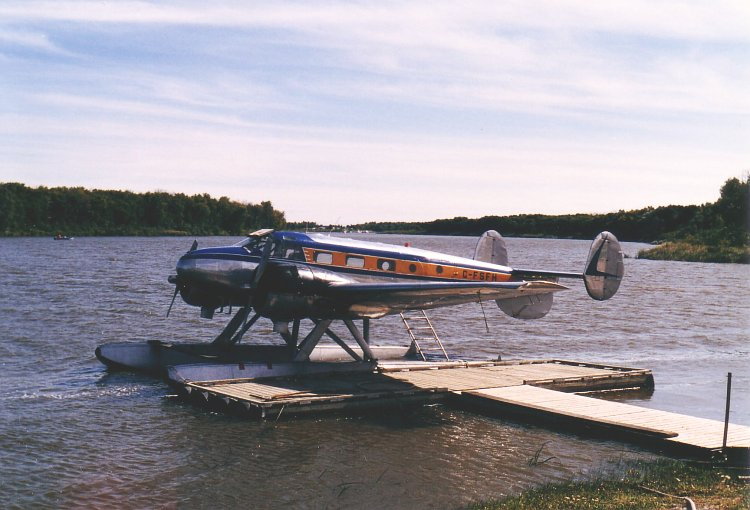
Beechcraft 18C wyposażony w pływaki

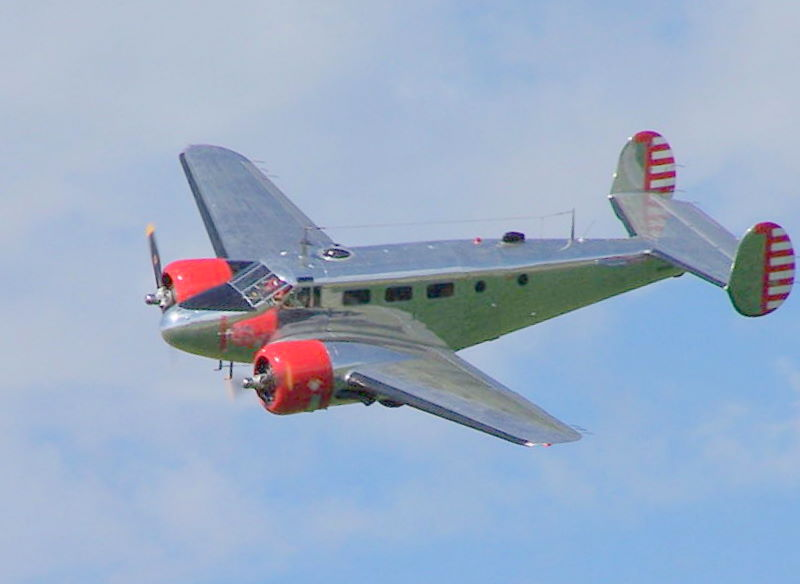
Beechcraft 18 w locie

## Historia i konstrukcja
Pod koniec lat 30., kierownictwo firmy Beechcraft prognozowało popyt na nowy samolot, określony zgodnie z terminologią firmy, Model 18 przeznaczony do użytku wojskowego. Projekt jak na swoje czasy był konwencjonalny. Założono konstrukcję metalową (jednak z powierzchniami sterowymi krytymi płótnem), pół-skorupową w układzie dolnopłata z dwoma silnikami gwiazdowymi zabudowanymi w gondolach na skrzydłach oraz klasycznym podwoziem z kółkiem tylnym. Mniej konwencjonalną cechą konstrukcji było zdwojone usterzenie pionowe, przez co na pierwszy rzut oka Beechcraft 18 jest łudząco podobny do większego Lockheed'a Electra. 
Pierwsze egzemplarze były napędzane dwoma silnikami Jacobs L-6 o mocy 330 KM (250kW) lub Wright R-760E o mocy 350 KM (260kW). Począwszy od modelu C18S zaczęto montować mocniejsze silniki Pratt & Whitney R-985 o mocy 450 KM (336kW). Pierwszy prototyp oblatał 15 stycznia 1937 James Peyton. Model 18 otrzymał szeroką gamę modyfikacji zwiększających prędkość lotu, maksymalną masę startową oraz zmieniających jednostki napędowe. 
Co najmniej jeden egzemplarz zmodyfikowano montując silniki Pratt & Whitney R-1340 o mocy 600 KM (447kW), niestety zwiększona masa silników (91 kg na każdy) spowodowała przeciążanie mocowań silników. Z wyjątkiem kratownicy centropłata, niemal każdy element samolotu został w trakcie produkcji oraz w wyniku modyfikacji poddany zmianom.
W roku 1955 rozpoczęły się dostawy modelu E18S, który wyróżniał się podwyższonym o 150mm kadłubem który zapewniał więcej miejsca w kabinie. W roku 1963 wprowadzono model H18, wyposażony opcjonalnie w trójkołowe podwozie z kółkiem przednim (w tym układzie wyprodukowano 109 sztuk modelu H18, wiele wcześniejszych zostało do tego układu podwozia zmodyfikowanych). 
Produkcję zakończono w roku 1970, ostatni egzemplarz, model H18 sprzedany został liniom lotniczym Japan Airlines. Beechcraft 18 został w ten sposób jednym z najdłużej produkowanych samolotów o napędzie tłokowym. 

## Eksploatacja
Do czasu rozpoczęcia drugiej wojny światowej, sprzedano zaledwie 39 sztuk (w tym 29 klientom cywilnym), rozpoczęto jednak prace nad wariantem przewidzianym do szkolenia wojskowych pilotów, bombardierów i nawigatorów. W ten sposób powstały wersje AT-7 dla Armii USA oraz SNB dla Marynarki USA. Dalszy rozwój samolotu w tych rolach doprowadził do powstania wersji szkoleniowych AT-11 Kansan i SNB-2 oraz transportowej C-45, które pozostawały na wyposażeniu Lotnictwa Stanów Zjednoczonych w latach 1946-1951. W latach 1951–1955 przeprowadzono modernizację tych samolotów, przebudowując ich konstrukcję do standardu ówczesnego modelu cywilnego D18S. Lotnictwo USA przestało użytkować transportowe samoloty C-45 w roku 1963, Marynarka USA wycofała z użytku szkolne SNB w roku 1972 natomiast Armia USA użytkowała C-45 do roku 1976. 
Różne odmiany modelu 18 były z powodzeniem używane przez "Air America" podczas wojny w Wietnamie, początkowo głównie C-45 z demobilu, z czasem były modyfikowane w celu zwiększenia osiągów, zwłaszcza podniesienia masy startowej. 12 sztuk zostało również wyposażonych w turbośmigłowe silniki Garret z rodziny TPE-331.
Przez pewien czas, jedną z dostępnych fabrycznie opcji było wyposażenie samolotu w dwa silniki JATO o ciągu odpowiadającym silnikom o mocy 200 KM. Najbardziej rozpowszechnioną modyfikacją w latach 60. i 70. była wymiana silników na turbośmigłowe Pratt & Whitney Canada PT6. Zmodyfikowane w ten sposób maszyny otrzymywały nazwę Hamilton Westwind i mogły być wyposażone nawet w 17 miejsc pasażerskich.

### Defekty dźwigarów skrzydeł
Główny dźwigar skrzydła Modelu 18 jest konstrukcją spawaną z rur stalowych. Ułożenie rur oraz niedostateczne zabezpieczenia antykorozyjne, wraz z dodatkowymi otworami powstałymi w wyniku różnych modyfikacji, doprowadziły do powstania ognisk korozji oraz pęknięć w niektórych egzemplarzach. Wobec zaistniałej sytuacji FAA w roku 1975 ogłosiła dyrektywę zdatności do lotu (AD), nakazującą montaż wzmocnień dźwigarów, wysoki koszt wprowadzenia tych zmian doprowadził do wycofania z eksploatacji dużej liczby samolotów których wartość była już mniejsza niż koszt modyfikacji.